# Othmarsingen
Othmarsingen est une commune suisse du canton d'Argovie, située dans le district de Lenzbourg.

Photo aérienne (1954).

## Patrimoine bâti
Église protestante élevée par Abraham Dünz l'Aîné (1675).